# Kaliumhexamethyldisilazid
Kaliumhexamethyldisilazid (kurz KHMDS) ist das Kaliumsalz von Hexamethyldisilazan. Es ist eine starke, sterisch gehinderte, nicht nukleophile Base. Sie wird häufig zum Deprotonieren eingesetzt, ähnlich LDA und Lithiumtetramethylpiperidid (LTMP).
Sein Lithium-Analogon Lithiumhexamethyldisilazid (LHMDS) besitzt ähnliche Eigenschaften.

## Darstellung und Gewinnung
KHMDS wird aus Hexamethyldisilazan (auch Bis(trimethylsilyl)amin) durch Umsetzung mit Kaliumhydrid in THF hergestellt, wobei Wasserstoff frei wird:
{\displaystyle {\ce {(CH3)3-Si-NH-Si(CH3)3 + KH -> (CH3)3-Si-N^{-}-Si(CH3)3 + K^+ + H2}}}

## Eigenschaften
KHMDS ist eine bei Raumtemperatur feste Substanz, die von Wasser unter Rückbildung des Hexamethyldisilazan und Kaliumhydroxid zersetzt wird. Der Stoff ist leicht entzündlich und wirkt korrosiv.

## Verwendung
Kaliumhexamethyldisilazid wird als Reagenz bei organischen Synthesen eingesetzt, so etwa beim stereoselektiven Alkylieren von Aminosäuren in der Williams- oder Schöllkopf-Alkylierung. Auch bei der Synthese von Komplexen der Lanthanoide wird es benutzt. Großtechnisch dient KHMDS als Initiator bei der Darstellung von Polyethylenoxid.